# Oreodera lateralis
Oreodera lateralis är en skalbaggsart som först beskrevs av Olivier 1795. Oreodera lateralis ingår i släktet Oreodera och familjen långhorningar.
Artens utbredningsområde är:
- Kuba.
- Panama.

Inga underarter finns listade i Catalogue of Life.